# Nevers
Nevers város Franciaország középső részén, Burgundia-Franche-Comté régióban, Nièvre megye székhelye. Burgundia nyugati felének legnagyobb városa, a Loire folyó mentén épült. 
Franciaország kulturális és történelmi városa címet viseli.

## Fekvése
Fourchambault-tól délkeletre fekvő település.

## Története
Az ősi gall várost maguk a gallok gyújtották fel, hogy ne kerüljön a rómaiak kezére. Nevers hercegei a középkorban a burgundiai hercegek vazallusai voltak. Egyikük, a Mantovából ideszármazott Gonzaga Lajos herceg (Louis IV de Gonzague-Nevers) a 16. században itáliai művészekkel alapozta meg a hercegségi székhelyen a fajansz edények gyártását, s ez mindmáig a város egyik sajátos iparága.
Az itt készült fajansz tárgyakat: régi tálak, vázák és különféle edények legszebb darabjait a Városi Múzeum
őrzi.
Székesegyháza gótikus, azonban egyes részeiben megőrizte a korábbi román templom egyes elemeit is.  
A 14. század végéről való vaskos toronyban (Porta de Croux) helytörténeti kiállítás található. A mellette lévő majolikagyár 1648 óta működik ezen a helyen.

## Látnivalók
- Palais Ducal – a Loire partjától nem messze, az Esplanade du Chateau parkjában áll a jellegzetes reneszánsz várkastély, erős tornyokkal, magas tetőzettel, elegáns belső udvarral, díszlépcsővel. Építését a 15. században kezdték meg és vagy száz évvel később fejezték be.
- Cathédrale St-Cyr-et-Ste-Juliette – a katedrálist 1331-ben szentelték fel, de azután is tovább építették. Érdekessége, hogy a főhajó mindkét végét apszis zárja le, ami Franciaországban elég ritka. A több mint 50 méteres torony alsó része a 14. században épült, gazdagon díszített felső része két évszázaddal fiatalabb. A főhajó 13. századi.
- Városi Múzeum – a nevers-i fajansz edények gazdag gyűjteménye található itt.
- Église St-Étienne – a templom a 11. században készült. Tornyait a forradalom éveiben lerombolták, belsejét azonban eredeti, egyszerű szépségében helyreállították.

## Ismert szülöttjei
- Antoine Darnay (1764–1837) politikus
- Auguste-Alexandre Ducrot (1817–1882) tábornok
- Bruno Martini (1962) francia válogatott labdarúgó
- Gauthier Grumier (1984) párbajtőrvívó
- Parfait Mandanda (1989) kongói DK válogatott labdarúgó

## Testvérvárosok
- Franciaország – Charleville-Mézières
- Németország - Koblenz
- Magyarország - Erzsébetváros, Budapest
- Olaszország - Mantova
- Egyesült Királyság - St Albans
- Svédország - Lund
- Görögország - Stavroupoli Thessaloniki

## Galéria

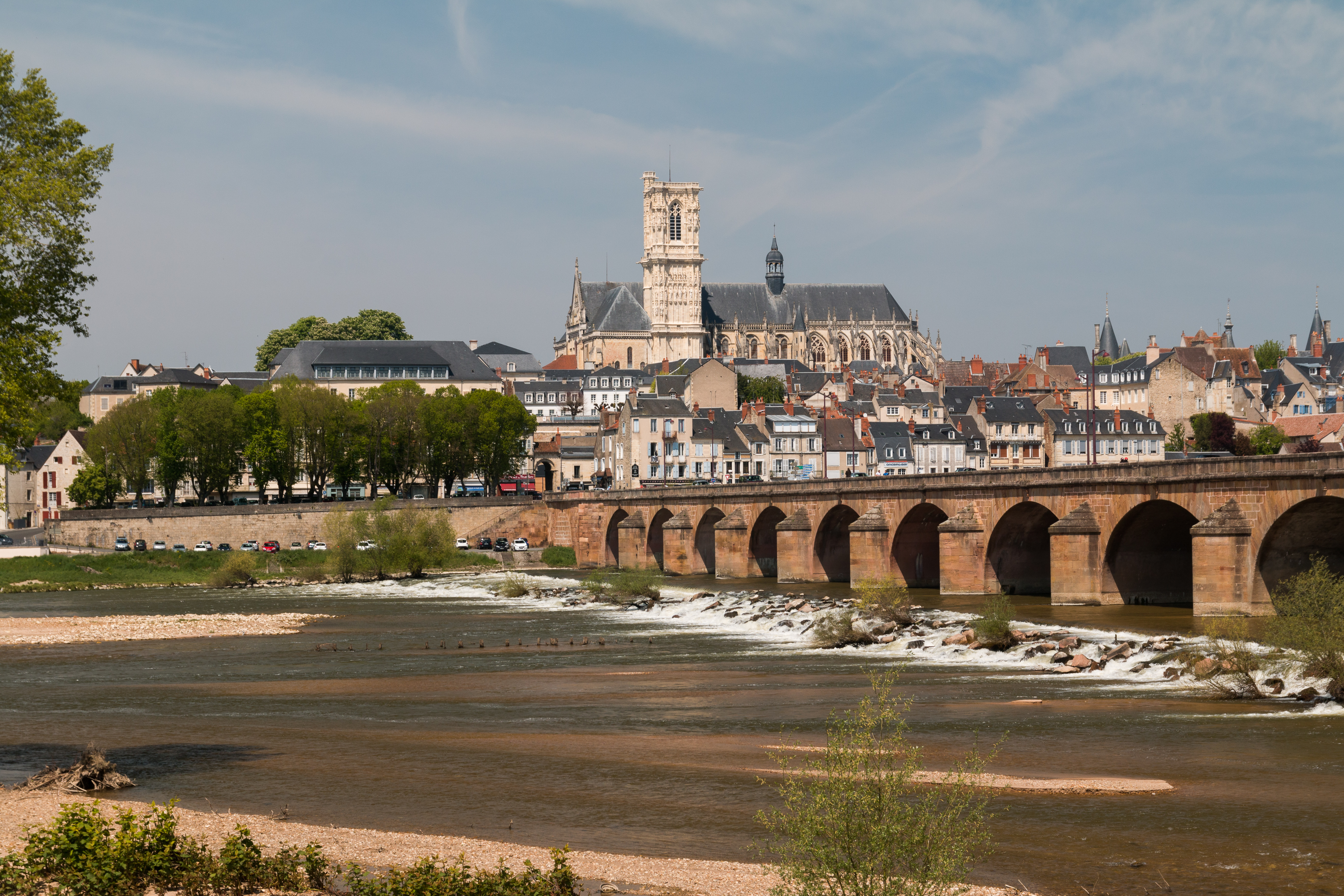
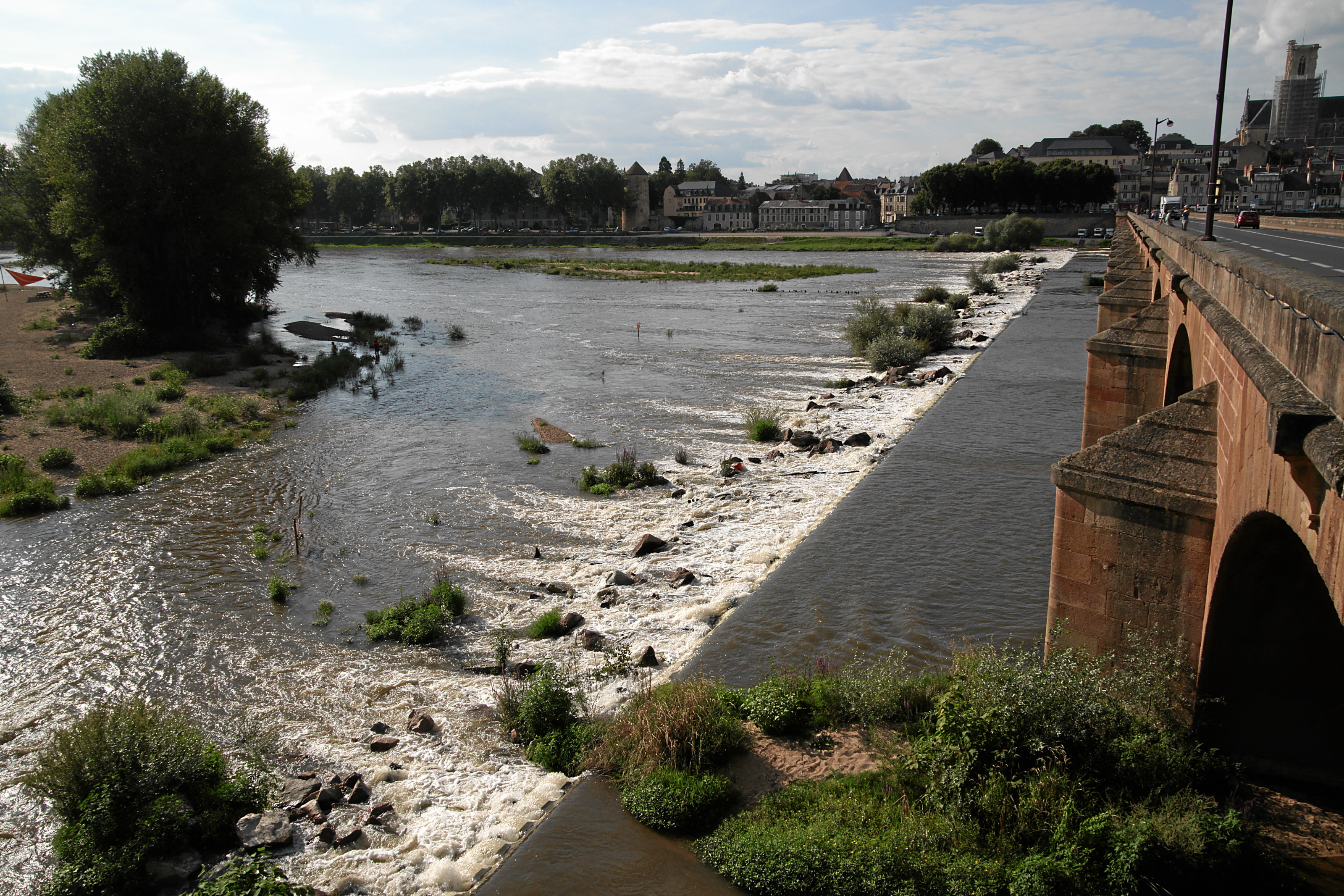
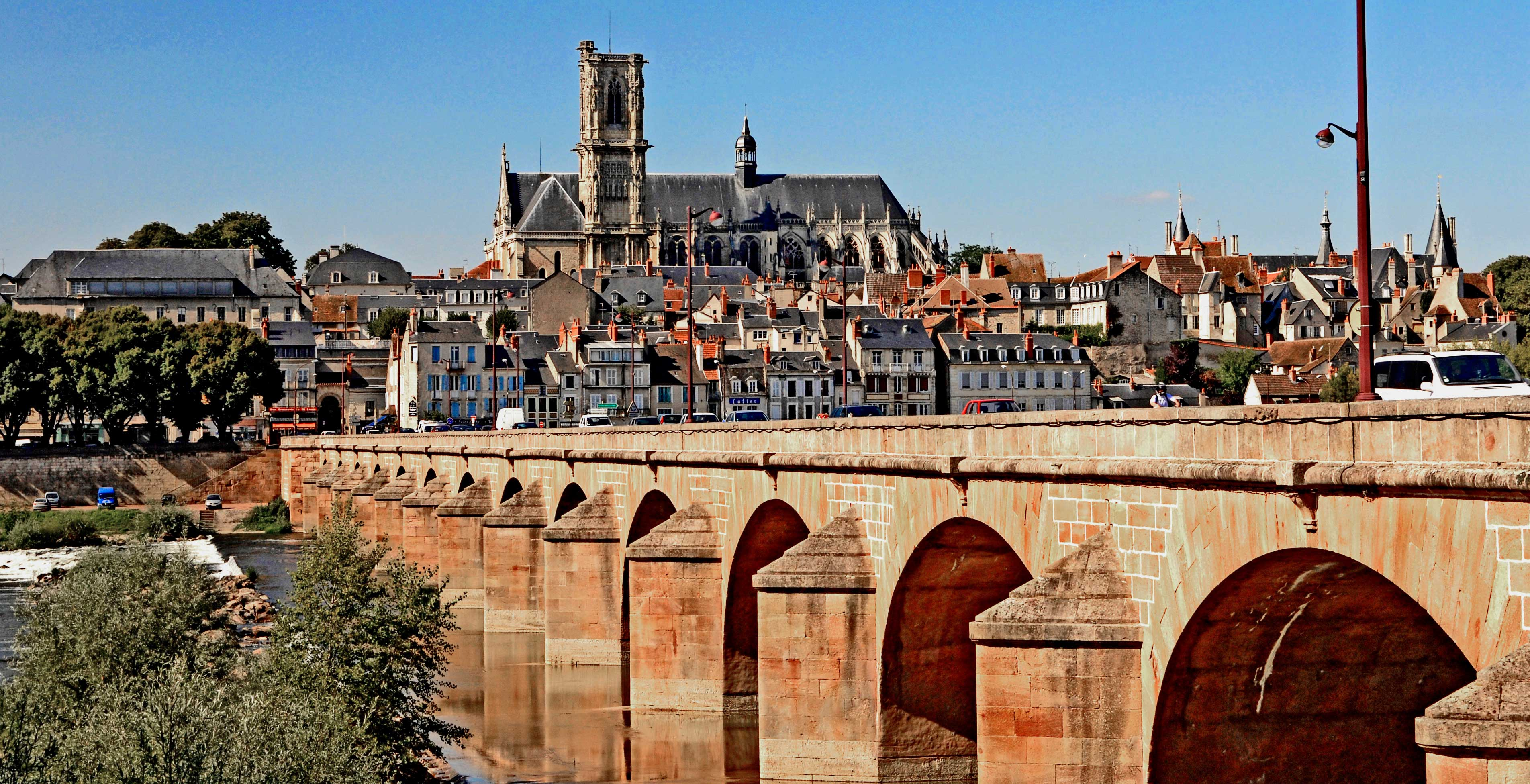
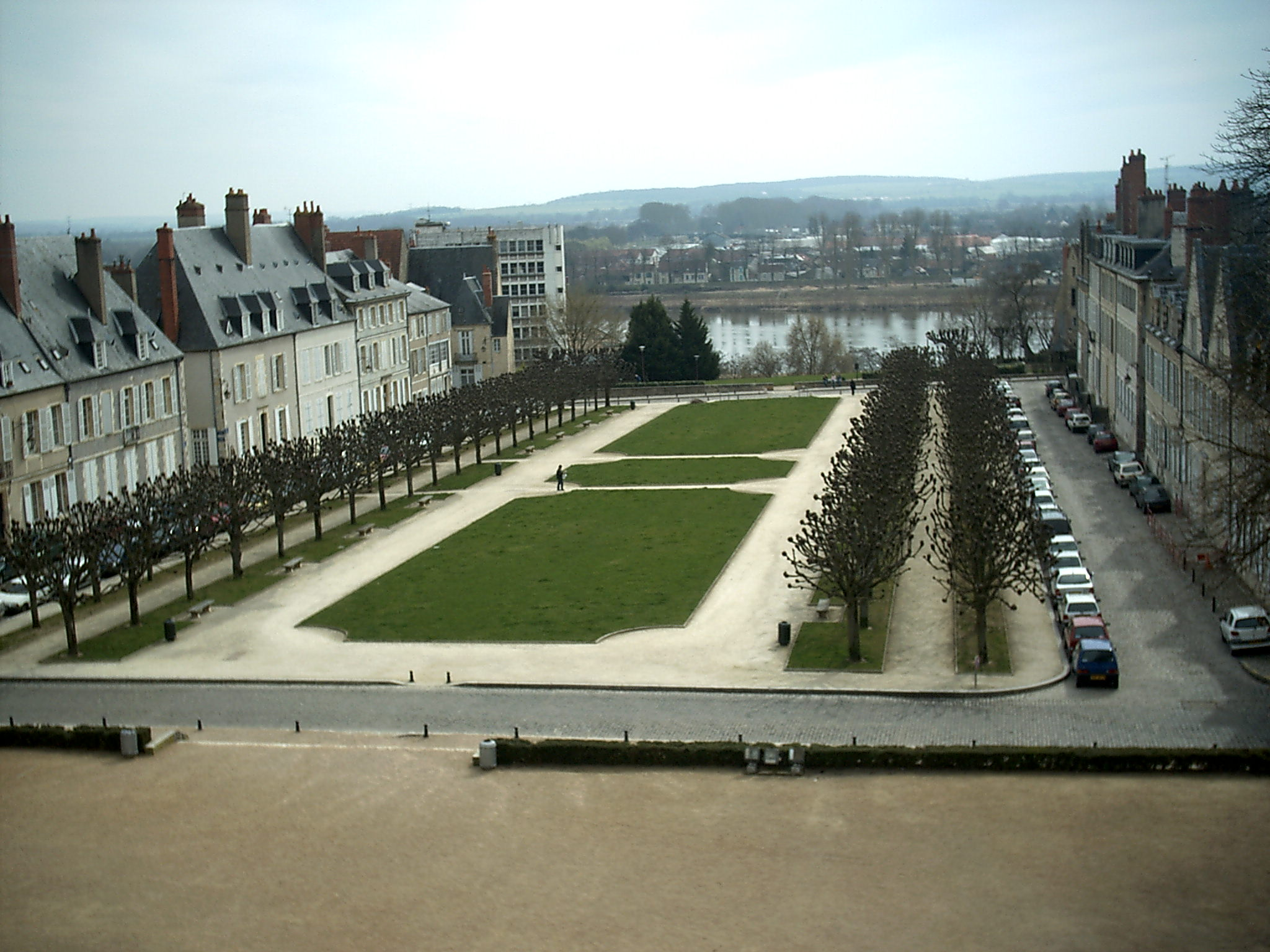
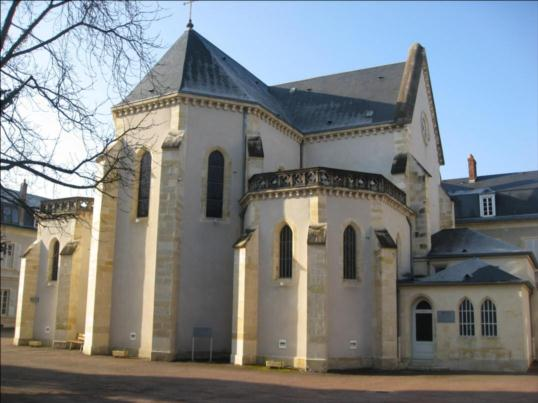
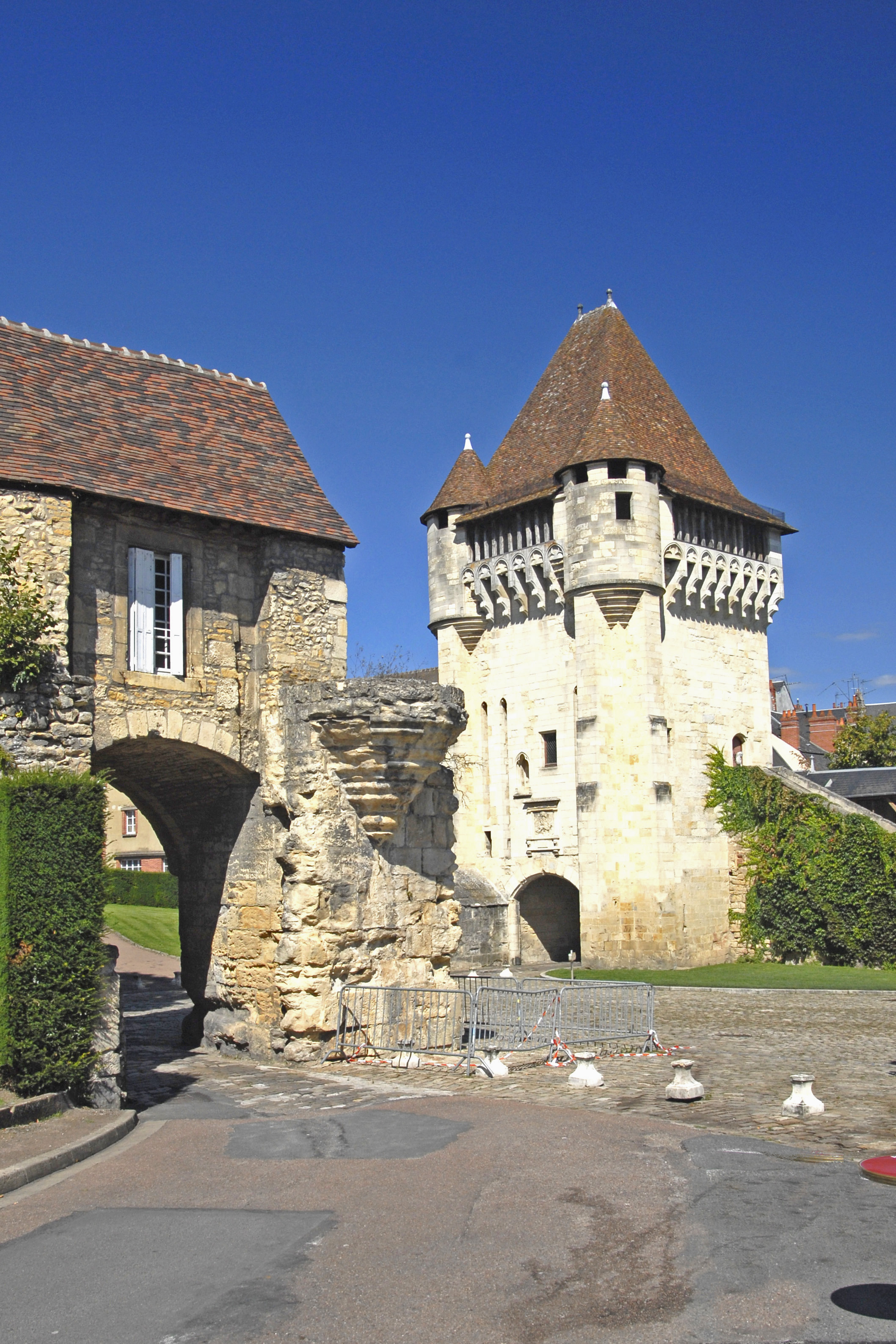
14. századi torony
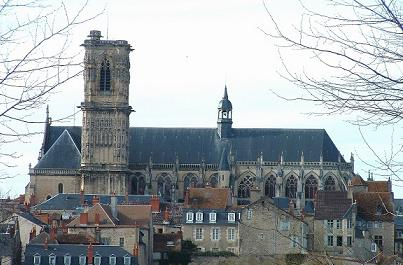
Cathédrale St-Cyr-et-Ste-Juliette
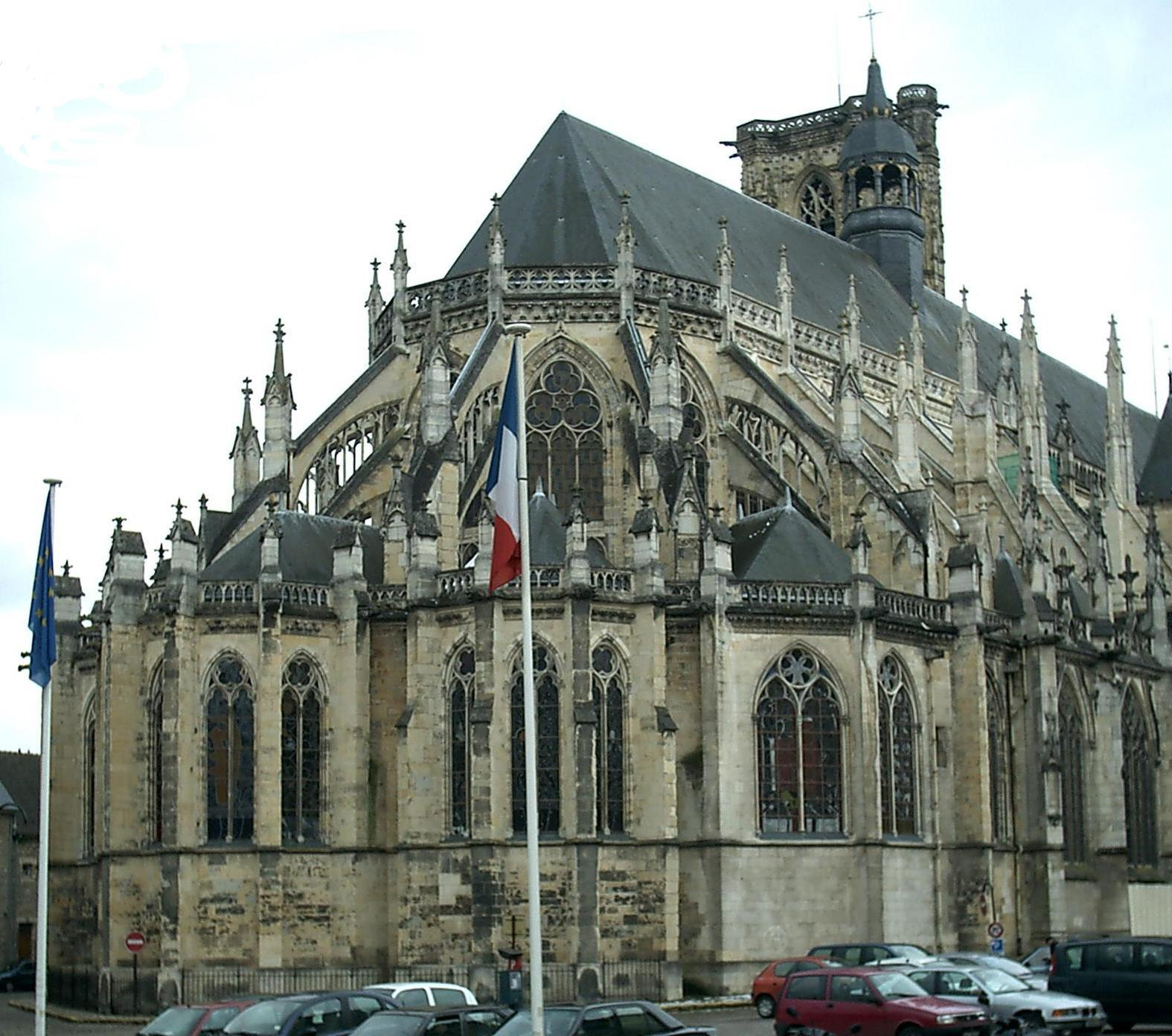
Katedrális
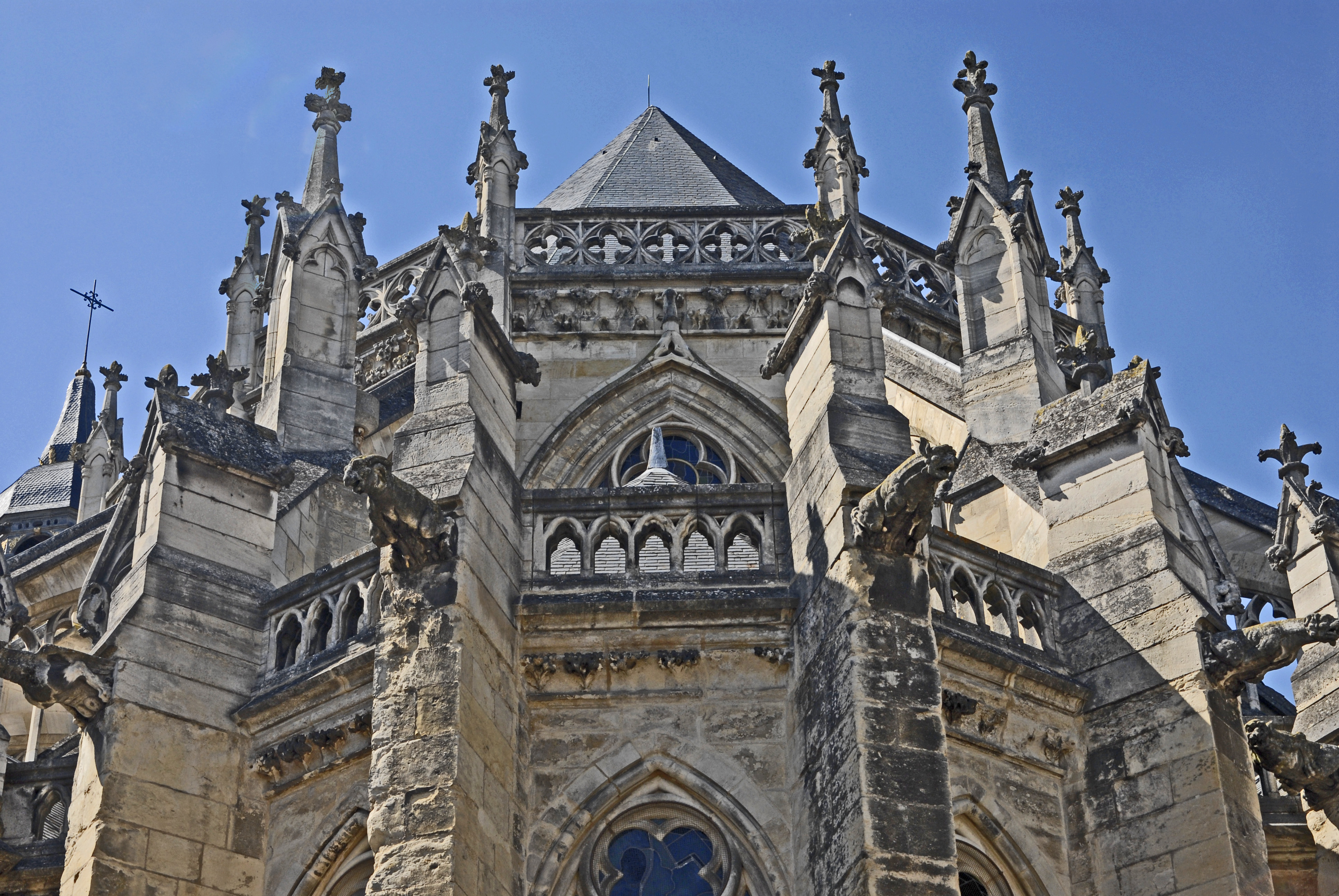
A katedrális, részlet
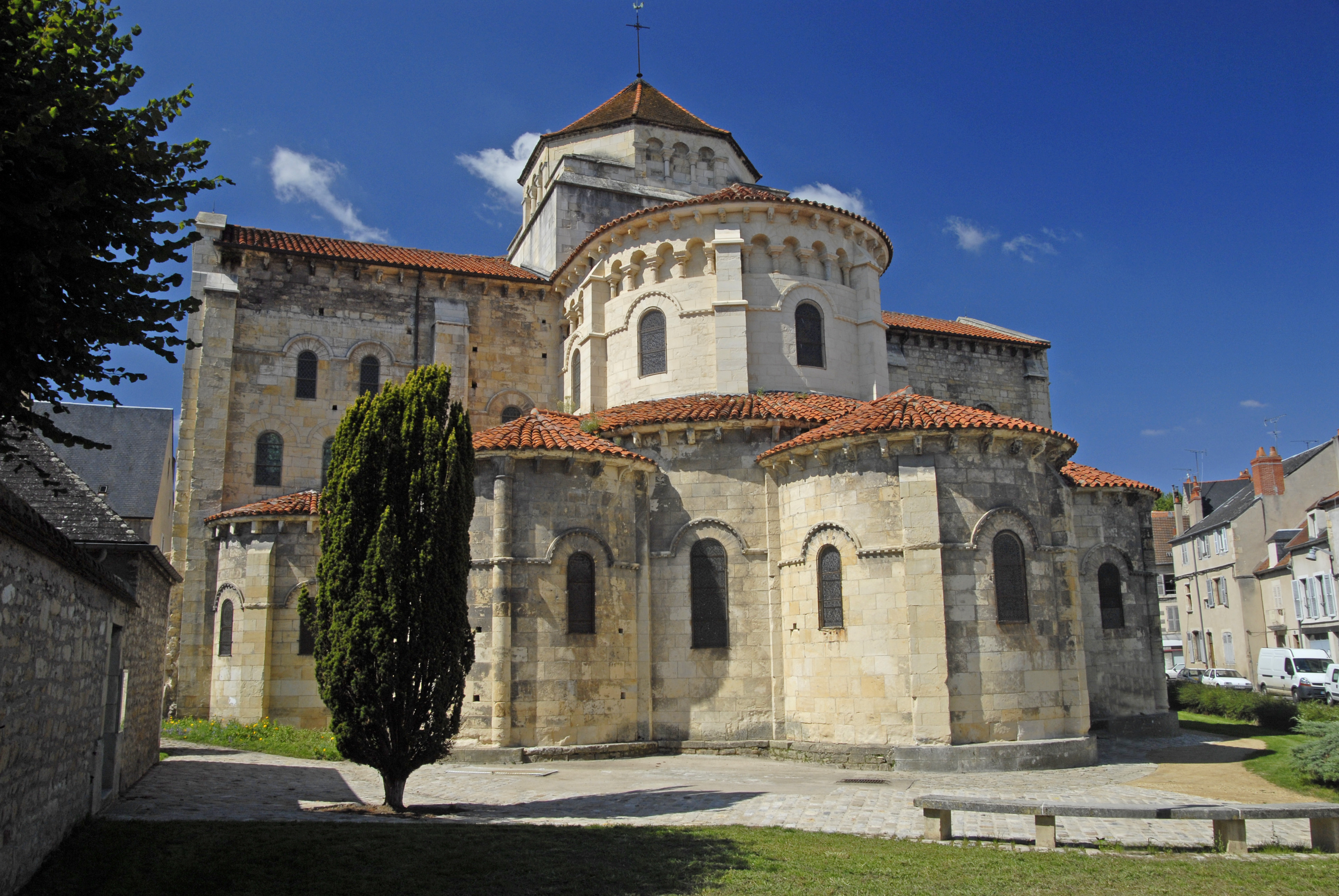
Église St-Étienne